# Selezione maschile di football americano di El Salvador
La Selezione di football americano di El Salvador è la selezione maggiore maschile di football americano dell'ASFA.
Non rappresenta El Salvador in nessuna competizione ufficiale organizzata della federazione internazionale IFAF o americana IFAF Americas. In queste competizioni El Salvador viene rappresentato dalla Nazionale di football americano di El Salvador selezionata dalla SAAIF.

## Dettaglio stagioni

### Tornei

#### Pan-American Cup
| Stagione | regular season | regular season | regular season | regular season | regular season | regular season | playoff | playoff | playoff | playoff | playoff | playoff   | playoff            |
|          | Vin            | Par            | Per            | Tot            | PF             | PS             | Vin     | Per     | Tot     | PF      | PS      | risultato | avversaria         |
| -------- | -------------- | -------------- | -------------- | -------------- | -------------- | -------------- | ------- | ------- | ------- | ------- | ------- | --------- | ------------------ |
| 2013     | 0              | 0              | 1              | 1              | 6              | 18             | 0       | 1       | 1       | 12      | 24      | Terzi     | Lobos de Nicaragua |
| Totale   | 0              | 0              | 1              | 1              | 6              | 18             | 0       | 1       | 1       | 12      | 24      |           |                    |

## Riepilogo partite disputate
| Anno             | Luogo        | Evento             | Fase del torneo      | Incontro                         | Risultato |
| 29 novembre 2013 | Santa Tecla  | Pan-American Cup I |                      | Honduras - El Salvador           | 18 - 6    |
| 30 novembre 2013 | Santa Tecla  | Pan-American Cup I |                      | Lobos de Nicaragua - El Salvador | 24 - 12   |
| 29 novembre 2014 | Tegucigalpa  | CA-4 I             | Semifinale           | Honduras - El Salvador           | 40 - 0    |
| 30 novembre 2014 | Tegucigalpa  | CA-4 I             | Finale 3º - 4º posto | El Salvador - USAC Gladiatores   | 32 - 0    |
| 10 gennaio 2015  | Juayúa       | Tazon Reyes        |                      | El Salvador - Bravos Santa Ana   | 20 - 6    |
| 22 luglio 2015   | San Salvador | Liga CA4           |                      | El Salvador - Lobos de Nicaragua | 0 - 16    |
| 22 luglio 2015   | San Salvador | Liga CA4           |                      | El Salvador - Leones de Managua  | 0 - 22    |

## Confronti con le altre Nazionali
Questi sono i saldi della selezione di El Salvador nei confronti delle Nazionali e selezioni incontrate.

### Saldo negativo
| Nazionale | Giocate | Vinte | Pareggiate | Perse | PF | PS | Ultima vittoria | Ultimo pari | Ultima sconfitta |
| --------- | ------- | ----- | ---------- | ----- | -- | -- | --------------- | ----------- | ---------------- |
| Honduras  | 2       | 0     | 0          | 2     | 6  | 58 | -               | -           | 2014             |